# Torreana spinata
Torreana spinata – gatunek kosarza z podrzędu Laniatores i rodziny Agoristenidae.

## Występowanie
Gatunek jest endemiczny dla Kuby.